# Y Columbae
Y Columbae är en misstänkt halvregelbunden variabel (S:) i stjärnbilden Duvan.
Stjärnan varierar mellan fotografisk magnitud 14,0 och 15,5 med en ännu inte fastställd period.